# Aristaria anteros
Aristaria anteros är en fjärilsart som beskrevs av Druce 1891. Aristaria anteros ingår i släktet Aristaria och familjen nattflyn. Inga underarter finns listade i Catalogue of Life.